# XXXVI століття до н. е.
XXXVI століття до нашої ери — часовий проміжок між 1 січня 3600 року до н. е. та
31 грудня 3501 року до н. е.

## Події

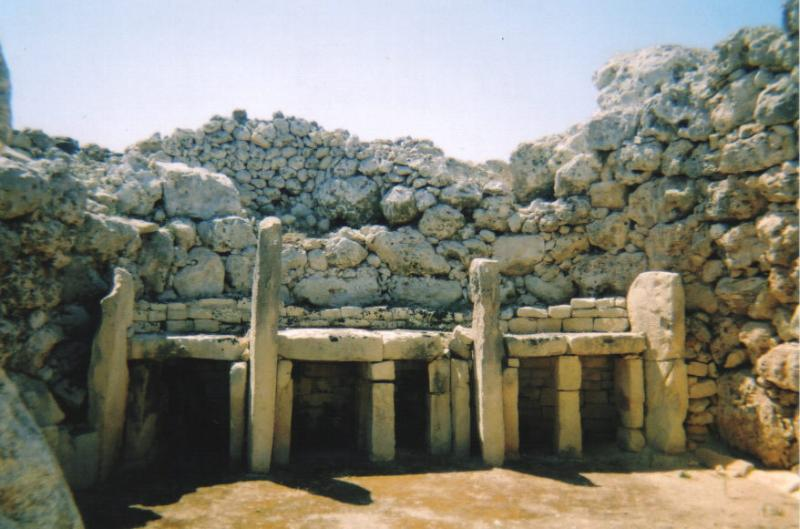
Вівтар храму Джгантія

- Вівтар храму ДжгантіяБл. 3600 до н. е. — початок будівництва мегалітичного храмового комплексу Джгантія на острові Гоцо біля узбережжя Мальти. Джгантія є найдавнішим з мегалітичних храмів Мальти[1].
- Бл. 3600 до н. е. — початок будівництва мегалітичних храмів Мнайдра[2] та Хаджар-Кім на острові Мальта.
- Перші свідчення виготовлення попкорну, Національний парк Карлсбадські печери, штат Нью-Мексико, США[3].